# Vlaams Fanfare Orkest
Het Vlaams Fanfare Orkest (VFO) was een Belgisch regionaal fanfareorkest, dat opgericht werd op 21 november 1974 en gevestigd was in Herentals.

## Geschiedenis
Oorspronkelijk heette het orkest Kempisch Jeugd Fanfare-Orkest (KJFO). De initiatiefnemers en oprichters waren Georges Follman, dirigent en muziekuitgever en August Horemans, die tot eind 1997 voorzitter was. Onmiddellijk na de oprichting groeide het KJFO uit tot een exponent van het streven tot muzikale kwaliteit binnen de Vlaamse blaasmuziek. In 1975 werd deelgenomen aan het 23ste Europees Muziekfestival Voor De Jeugd te Neerpelt. Het orkest behaalde een eerste prijs op met lof van de jury.
Een jaar later ging het orkest op tournee naar de Verenigde Staten en Canada en werkte mee aan het International Youth Band Festival in North Dakota, waar een eerste prijs "cum laude" gehaald werd. Ook in België werden er concerten en gala-optredens verzorgd, zoals in Antwerpen (Arenbergschouwburg, Koningin Elisabethzaal, Vlaams Nationaal Zangfeest), Gent, Leuven en andere steden. In 1987 herhaalde men onder leiding van gastdirigent Jef Van Boven in Neerpelt het succes van 1975.

## Wereld Muziek Concours en andere wedstrijden
Met de nieuwe dirigent Jean Steutelings werd in 1989 weer deelgenomen aan het festival te Neerpelt en opnieuw veroverde men een eerste prijs met lof van de jury. In hetzelfde jaar ging men ook naar Kerkrade, om aan het 11e Wereld Muziek Concours (WMC) in de 3e afdeling deel te nemen en men behaalde 313 punten en werd Wereldkampioen in deze afdeling. In 1991 was men opnieuw weer in Neerpelt en veroverde voor het eerste keer een eerste prijs met "summa cum laude". In 1992 was de fanfare te gast bij het Wereld Jeugd Muziekfestival te Zürich en kreeg in de hoogste klasse (AAA) het hoogste aantal punten. In 1993 bij 12e WMC te Kerkrade trad men in de 2e afdeling van de sectie fanfare aan. Ditmaal behaalde het orkest onder leiding van Jean Steutelings de titel van vice-wereldkampioen in deze afdeling. Tijdens het 13e WMC te Kerkrade speelde men voor het eerst onder Manu Mellaerts in de concertafdeling en behaalde daar een uitstekende prestatie 342 punten, goed voor een 1e prijs met lof van de jury. In 2001 trad men eveneens onder Manu Mellaerts in de concertafdeling bij het 14e WMC in Kerkrade aan. Het KJFO bereikte 96,42 punten (nieuw beoordelingsschema) en werd vice-wereldkampioen in de sectie fanfare.
Sinds 2002 staat het orkest onder leiding van Ivan Meylemans en Nico Meylemans. In 2002 werd deelgenomen aan het Certamen International de Bandas de Música in Valencia en zij werden uitgenodigd een concert te geven tijdens de Internationale Concertdagen te Limoges. Op 13 oktober 2002 werd het KJFO de allereerste provinciale VLAMO-kampioen in de superieure afdeling.

## Nieuwe naam
Sinds 1 januari 2003 heeft het Kempisch Jeugd Fanfare-Orkest zijn naam gewijzigd naar Vlaams Fanfare Orkest (VFO). In januari 2004 werd Juri Briat nieuwe dirigent van het VFO. In 2005 werd opnieuw deelgenomen aan de concertwedstrijden van het 15e WMC te Kerkrade.

## Plaat-, CD-, radio- en tv-opnames
Het fanfareorkest heeft twee langspeelplaaten (1976 en 1987) opgenomen. In 1994 werd het orkest gekozen als Cultureel Ambassadeur van Vlaanderen. In dit jaar werd ook een cd opgenomen door het orkest. In 1998 werd een tweede CD opgenomen. Voor het toenmalige BRTN (Belgische Radio- en Televisieomroep Nederlandstalige Uitzendingen) werden van 1976 tot 1995 radio-opnames en voor dezelfde zender in 1976, 1978 en 1980 televisie opnames gemaakt. In 1992 werden voor het DRS radio-en televisie opnames verzorgd.

## Dirigenten
- 1974-1987 Georges Follman
- 1987-1988 Karel De Wolf
- 1988-1994 Jean Steutelings
- 1994-2002 Manu Mellaerts
- 2002-2003 Ivan Meylemans en Nico Meylemans
- 2004-heden Juri Briat

## Concertreizen
| Jaar | Land                    | Locatie |
| ---- | ----------------------- | --- |
| 1976 | USA                     | International Youth Band Festival in North Dakota en concertreis door de Verenigde Staten en Canada |
| 1984 | Hongarije               | Concertreis door Hongarije |
| 1989 | Nederland               | 11e Wereld Muziek Concours te Kerkrade op 16 juli 1989 |
| 1989 | USA                     | concertreis door de Verenigde Staten |
| 1992 | Zwitserland; Oostenrijk | Wereld Jeugd Muziekfestival van 12-16 juli te Zürich / Bundesmusikfest van 17-20 juli in Stanzach / concert op 21 juli 1992 in Elbigenalp                                                                              |
| 1993 | Nederland               | 12e Wereld Muziek Concours te Kerkrade op 17 juli 1993 |
| 1997 | Nederland               | 13e Wereld Muziek Concours te Kerkrade op 18 juli 1997 |
| 1998 | Oostenrijk              | Openingsconcert Internationale Midden-Europa conferentie voor Symfonische blaasorkesten en -ensembles, te Schladming, Oostenrijk                                                                                       |
| 1999 | Zwitserland             | Wereld Jeugd Muziekfestival te Zürich |
| 2001 | Nederland               | 14e Wereld Muziek Concours te Kerkrade op 7 juli 2001 |
| 2002 | Spanje                  | Festival de Bandes de Musica - slotconcert 29 juni 2002 Montserrat en Gala Concert in de Palacio de Congresos Banda Invitada in Valencia                                                                               |
| 2002 | Frankrijk               | 9e Brass Week festival - Concert - Jardin de Moulinassou Saint-Yrieix-la-Perche op 17 augustus 2002 en Eglise Saint-Michel-de-Lions - Concert op uitnodiging van L’ Ensemble Epsilon et la Ville de Limoges in Limoges |
| 2004 | Oostenrijk              | MID-Europe festival te Schladming, Oostenrijk 13 tot 18 juli 2004 |
| 2005 | LUX                     | Concert met de Fanfare municpale Luxemburg-Bonnevoie |
| 2005 | Nederland               | 15e Wereld Muziek Concours te Kerkrade op 17 juli 2005 |
| 2007 | Spanje                  | Certamen International de Bandas de Música Plaza del Torros, Banda Invitada, sección primera Gala Concert in Valencia                                                                                                  |